# غاري إنجلاند
غاري إنجلاند (بالإنجليزية: Gary England) هو عالم أرصاد أمريكي، ولد في 3 أكتوبر 1939 في سيلينغ في الولايات المتحدة.

## وصلات خارجية
- غاري إنجلاند على موقع IMDb (الإنجليزية)
- غاري إنجلاند على موقع قاعدة بيانات الفيلم (الإنجليزية)